# Cryphonectria
Cryphonectria è un genere di funghi Ascomiceti.

## Specie
- Cryphonectria parasitica
- Cryphonectria radicalis